# Liste von Terroranschlägen im Jahr 1976
Die Liste von Terroranschlägen im Jahr 1976 enthält eine unvollständige Auswahl von Terroranschlägen, die im Jahr 1976 passierten. Attentate werden gesondert in der Liste bekannter Attentate behandelt. Die Liste von Sprengstoffanschlägen listet auch nichtterroristische Anschläge. Die Liste von Flugzeugentführungen enthält eine Liste mit meist terroristischem Hintergrund. Im Artikel Rechtsterrorismus werden weitere terroristische Anschläge aufgezählt.

## Erläuterung
In der Spalte Politische Ausrichtung ist die politische bzw. weltanschauliche Einordnung der Täter angegeben: faschistisch, rassistisch, nationalistisch, nationalsozialistisch, sozialistisch, kommunistisch, antiimperialistisch, islamistisch (schiitisch, sunnitisch, deobandisch, salafistisch, wahhabitisch), hinduistisch. Bei vorrangig auf staatliche Unabhängigkeit oder Autonomie zielender Ausrichtung ist autonomistisch vorangestellt, gefolgt von der Region oder der Volksgruppe und ggf. weiteren Merkmalen der Täter: armenisch, irisch (katholisch), kurdisch, tirolisch, tschetschenisch, dagestanisch, punjabisch (sikhistisch), palästinensisch.
Die Opferzahlen der Anschläge werden farbig dargestellt:

Die Zahl bei den Anschlägen getöteter/verletzter Täter ist in Klammern ( ) gesetzt.

## Januar
| Datum/Beginn    | Betroffenes Land       | Anschlag               | Täter | Politische Ausrichtung            | Mittel         | Ziel                                             | Tote | Verletzte | Hintergrund               |
| --------------- | ---------------------- | ---------------------- | ----- | --------------------------------- | -------------- | ------------------------------------------------ | ---- | --------- | ------------------------- |
| 01. Januar 1976 | Saudi-Arabien          | Anschlag nahe Qaisumah |       |                                   | Sprengstoff    | Flugzeug                                         | 81   | 0         | Libanesischer Bürgerkrieg |
| 04. Januar 1976 | Vereinigtes Königreich | Anschlag in Armagh     | UVF   | protestantisch-unionistisch       | Schusswaffe(n) | 2 katholische Familien                           | 6    | 1         | Nordirlandkonflikt        |
| 05. Januar 1976 | Vereinigtes Königreich | Kingsmill-Massaker     | PIRA  | autonomistisch, irisch-katholisch | Schusswaffe(n) | Protestantische Textilfabrik-Arbeiter in Minibus | 10   | 1         | Nordirlandkonflikt        |

## Februar
| Datum/Beginn | Betroffenes Land       | Anschlag               | Täter | Politische Ausrichtung                            | Mittel      | Ziel           | Tote | Verletzte | Hintergrund        |
| ------------ | ---------------------- | ---------------------- | ----- | ------------------------------------------------- | ----------- | -------------- | ---- | --------- | ------------------ |
| Februar 1976 | Vereinigtes Königreich | Anschlag in Manchester | IRA   | autonomistisch, irisch-republikanisch, katholisch | Sprengstoff | Textilgeschäft | 0    | 19        | Nordirlandkonflikt |

## März
| Datum/Beginn  | Betroffenes Land       | Anschlag              | Täter                            | Politische Ausrichtung                             | Mittel     | Ziel                      | Tote | Verletzte | Hintergrund        |
| ------------- | ---------------------- | --------------------- | -------------------------------- | -------------------------------------------------- | ---------- | ------------------------- | ---- | --------- | ------------------ |
| 02. März 1976 | Japan                  | Anschlag in Sapporo   | East Asia Anti-Japan Armed Front | kommunistisch, antiimperialistisch, anti-japanisch | Sprengsatz | Präfekturbüro, Zivilisten | 2    | 85        |                    |
| 17. März 1976 | Vereinigtes Königreich | Anschlag in Dungannon | PIRA                             | autonomistisch, irisch-katholisch                  | Autobombe  | Lokal                     | 4    | 12        | Nordirlandkonflikt |

## April
| Datum/Beginn   | Betroffenes Land | Anschlag           | Täter                | Politische Ausrichtung | Mittel      | Ziel            | Tote | Verletzte | Hintergrund |
| -------------- | ---------------- | ------------------ | -------------------- | ---------------------- | ----------- | --------------- | ---- | --------- | ----------- |
| 22. April 1976 | USA              | Anschlag in Boston | United Freedom Front | marxistisch            | Sprengstoff | Gerichtsgebäude | 0    | 22        |             |

## Mai
| Datum/Beginn | Betroffenes Land | Anschlag               | Täter                       | Politische Ausrichtung         | Mittel                | Ziel                         | Tote    | Verletzte | Hintergrund                           |
| ------------ | ---------------- | ---------------------- | --------------------------- | ------------------------------ | --------------------- | ---------------------------- | ------- | --------- | ------------------------------------- |
| 03. Mai 1976 | Israel           | Anschlag in Jerusalem  | PFLP                        | autonomistisch-palästinensisch | Autobombe             | Gedenkzeremonie              | 1       | 31        | Israelisch-Palästinensischer Konflikt |
| 09. Mai 1976 | Spanien          | Anschlag in Navarra    | Warriors of Christ the King | neofaschistisch                | Schusswaffe(n)        | Mitglieder der Carlist Party | 2       | 3         |                                       |
| 21. Mai 1976 | Philippinen      | Anschlag in Davao City | Muslimische Rebellen        |                                | Schusswaffe, Granaten | Philippine Airlines-Flug     | 10 (+3) | 22 (+3)   | Moro-Konflikt                         |

## Juni
| Datum/Beginn  | Betroffenes Land       | Anschlag                      | Täter | Politische Ausrichtung                                                                                      | Mittel       | Ziel              | Tote | Verletzte | Hintergrund        |
| ------------- | ---------------------- | ----------------------------- | ----- | --- | ------------ | ----------------- | ---- | --------- | ------------------ |
| 01. Juni 1976 | Deutschland            | Anschlag in Frankfurt am Main | RAF   | antifaschistisch, antiimperialistisch, kommunistisch, maoistisch, marxistisch-leninistisch, antizionistisch | Sprengstoff  | I. G.-Farben-Haus | 0    | 16        |                    |
| 05. Juni 1976 | Vereinigtes Königreich | Anschlag in Belfast           | UVF   | protestantisch-unionistisch                                                                                 | Schusswaffen | Bar               | 5    |           | Nordirlandkonflikt |
| 05. Juni 1976 | Vereinigtes Königreich | Anschlag in Belfast           | PIRA  | autonomistisch, irisch-katholisch                                                                           | Sprengstoff  | Bar               | 2    |           | Nordirlandkonflikt |

## Juli
| Datum/Beginn  | Betroffenes Land       | Anschlag                 | Täter                                                                                              | Politische Ausrichtung                             | Mittel         | Ziel               | Tote | Verletzte | Hintergrund                           |
| ------------- | ---------------------- | ------------------------ | -------------------------------------------------------------------------------------------------- | -------------------------------------------------- | -------------- | ------------------ | ---- | --------- | ------------------------------------- |
| 02. Juli 1976 | Argentinien            | Anschlag in Buenos Aires | Montoneros                                                                                         | peronistisch                                       | Sprengstoff    | Polizeigebäude     | 23   | 60+       | Schmutziger Krieg                     |
| 02. Juli 1976 | Vereinigtes Königreich | Anschlag in Antrim       | UVF                                                                                                | protestantisch-unionistisch                        | Schusswaffe(n) | Katholisches Lokal | 6    | 3         | Nordirlandkonflikt                    |
| 04. Juli 1976 | Uganda                 | Air-France-Flug 139      | Popular Front for the Liberation of Palestine – External Operations (Uganda), Revolutionäre Zellen | autonomistisch-palästinensisch, linksextremistisch | Geiselnahme    | Flugzeug           | 50   | 15+       | Israelisch-Palästinensischer Konflikt |

## August
| Datum/Beginn    | Betroffenes Land | Anschlag                 | Täter                           | Politische Ausrichtung | Mittel                                 | Ziel                    | Tote | Verletzte | Hintergrund       |
| --------------- | ---------------- | ------------------------ | ------------------------------- | ---------------------- | -------------------------------------- | ----------------------- | ---- | --------- | ----------------- |
| 20. August 1976 | Argentinien      | Anschlag in Buenos Aires | Alianza Anticomunista Argentina | rechtsextremistisch    | Automatische Schusswaffen, Sprengstoff | Mutmaßliche Terroristen | 30   |           | Schmutziger Krieg |

## September
| Datum/Beginn       | Betroffenes Land | Anschlag            | Täter                  | Politische Ausrichtung         | Mittel      | Ziel                   | Tote | Verletzte | Hintergrund                           |
| ------------------ | ---------------- | ------------------- | ---------------------- | ------------------------------ | ----------- | ---------------------- | ---- | --------- | ------------------------------------- |
| 12. September 1976 | Argentinien      | Anschlag in Rosario | Montoneros             | peronistisch                   | Sprengstoff | Polizisten, Zivilisten | 11   | 30        | Schmutziger Krieg                     |
| 26. September 1976 | Syrien           | Anschlag in Aleppo  | Abu-Nidal-Organisation | autonomistisch-palästinensisch | Geiselnahme | Hotel                  | 5    | 34        | Israelisch-Palästinensischer Konflikt |

## Oktober
| Datum/Beginn     | Betroffenes Land       | Anschlag                 | Täter                                                 | Politische Ausrichtung              | Mittel                             | Ziel                    | Tote | Verletzte | Hintergrund                           |
| ---------------- | ---------------------- | ------------------------ | ----------------------------------------------------- | ----------------------------------- | ---------------------------------- | ----------------------- | ---- | --------- | ------------------------------------- |
| 01. Oktober 1976 | Spanien                | Anschlag in Madrid       | Grupos de Resistencia Antifascista Primero de Octubre | kommunistisch                       | Automatische Schusswaffe           | Polizisten              | 4    | 0         |                                       |
| 06. Oktober 1976 | Barbados               | Cubana-Flug 455          |                                                       |                                     | Sprengstoff                        | Flugzeug                | 73   | 0         | Kubanische Opposition ab 1959         |
| 11. Oktober 1976 | Pakistan Syrien        | Anschlag in Islamabad    | Abu-Nidal-Organisation                                | autonomistisch-palästinensisch      | Automatische Schusswaffen, Granate | Syrische Botschaft      | 1    | 2         | Israelisch-Palästinensischer Konflikt |
| 16. Oktober 1976 | Argentinien            | Anschlag in Buenos Aires | Montoneros                                            | peronistisch                        | Sprengstoff                        | Militär                 | 0    | 50        | Schmutziger Krieg                     |
| 25. Oktober 1976 | Frankreich             | Anschlag in Paris        | Youth Action Group - France                           | rechtsextremistisch                 | Sprengstoff                        |                         | 0    | 7         |                                       |
| 27. Oktober 1976 | Spanien Marokko        | Anschlag in Belfast      | Frente Polisario                                      | nationalistisch, sozialdemokratisch | Sprengstoff                        | Marokkanische Botschaft | 0    | 4         |                                       |
| 30. Oktober 1976 | Vereinigtes Königreich | Anschlag in Belfast      | UVF                                                   | protestantisch-unionistisch         | Schusswaffe                        | Zeitungsboten           | 2    |           | Nordirlandkonflikt                    |

## November
| Datum/Beginn      | Betroffenes Land       | Anschlag                | Täter                   | Politische Ausrichtung            | Mittel                                          | Ziel         | Tote   | Verletzte | Hintergrund                           |
| ----------------- | ---------------------- | ----------------------- | ----------------------- | --------------------------------- | ----------------------------------------------- | ------------ | ------ | --------- | ------------------------------------- |
| 17. November 1976 | Jordanien              | Anschlag in Amman       | Abu-Nidal-Organisation  | autonomistisch-palästinensisch    | Automatische Schusswaffen, Granate, Geiselnahme | Hotel        | 4 (+3) | 5         | Israelisch-Palästinensischer Konflikt |
| 27. November 1976 | Vereinigtes Königreich | Anschlag in Londonderry | IRA                     | autonomistisch, irisch-katholisch | Sprengfalle                                     |              | 1      |           | Nordirlandkonflikt                    |
| 27. November 1976 | Vereinigtes Königreich | Anschlag in Lurgan      | IRA                     | autonomistisch, irisch-katholisch | Sprengfalle                                     |              | 1      |           | Nordirlandkonflikt                    |
| 29. November 1976 | Italien                | Anschlag in Rom         | Communist Fighting Unit | marxistisch                       | Pistole                                         | Buchhandlung | 0      | 1         |                                       |

## Dezember
| Datum/Beginn      | Betroffenes Land       | Anschlag                      | Täter                                                 | Politische Ausrichtung                             | Mittel                  | Ziel                       | Tote | Verletzte | Hintergrund        |
| ----------------- | ---------------------- | ----------------------------- | ----------------------------------------------------- | -------------------------------------------------- | ----------------------- | -------------------------- | ---- | --------- | ------------------ |
| 01. Dezember 1976 | Deutschland            | Anschlag in Frankfurt am Main | Revolutionäre Zellen                                  | antiimperialistisch, antizionistisch, feministisch | Sprengstoff             | Lokal                      | 0    | 18        |                    |
| 08. Dezember 1976 | Italien                | Anschlag in Mailand           |                                                       |                                                    | Brandstiftung           | Teatro alla Scala          | 0    | 19        |                    |
| 08. Dezember 1976 | Italien                | Anschlag in Rom               | Rote Brigaden                                         | kommunistisch                                      | Brandstiftung           | Fahrzeug                   | 0    | 0         |                    |
| 08. Dezember 1976 | Italien                | Anschlag in Rom               | Rote Brigaden                                         | kommunistisch                                      | Brandstiftung           | Fahrzeug                   | 0    | 0         |                    |
| 12. Dezember 1976 | USA                    | Anschlag in Needham           | United Freedom Front                                  | marxistisch                                        | Sprengsatz              | Union Carbide Corporation  | 0    |           |                    |
| 13. Dezember 1976 | Vereinigtes Königreich | Anschlag in Belfast           | IRA                                                   | autonomistisch, irisch-katholisch                  | Sprengsatz, Schusswaffe | Fabrik                     | 1    |           | Nordirlandkonflikt |
| 13. Dezember 1976 | Deutschland            | Anschlag in Hanau             |                                                       |                                                    | Sprengstoff             | Polizeistation             | 0    | 0         |                    |
| 15. Dezember 1976 | Vereinigtes Königreich | Anschlag in Portadown         | Irisch-Republikanische Extremisten                    | irisch-republikanisch                              | Sprengsatz, Schusswaffe | Lokal                      | 1    |           | Nordirlandkonflikt |
| 15. Dezember 1976 | Irak                   | Anschlag in Bagdad            |                                                       |                                                    | Sprengstoff             | Flughafen                  | 10   | 285       |                    |
| 16. Dezember 1976 | Italien                | Anschlag in Brescia           | Black Order                                           |                                                    | Sprengstoff             | Stadtzentrum               | 1    | 2         |                    |
| 17. Dezember 1976 | Österreich             | Anschlag in Wien              | RAF                                                   | linksextremistisch, kommunistisch                  | Sprengstoff             | Polizeikontrollzentrum     | 0    | 0         |                    |
| 18. Dezember 1976 | Deutschland            | Anschlag in Bad Hersfeld      | Revolutionäre Zellen                                  | antiimperialistisch, antizionistisch, feministisch | Brandstiftung           | Militärgebäude             | 0    | 0         |                    |
| 20. Dezember 1976 | Spanien                | Anschlag in Madrid            | Grupos de Resistencia Antifascista Primero de Octubre | kommunistisch                                      | Pistolen                | Hispano-Amerikanische Bank | 1    | 0         |                    |
| 20. Dezember 1976 | Deutschland            | Anschlag in Frankfurt         | Black Cells                                           |                                                    | Brandstiftung           | Fahrzeug                   | 0    | 0         |                    |
| 22. Dezember 1976 | Vereinigtes Königreich | Anschlag in Maghera           | INLA                                                  | autonomistisch, irisch-katholisch                  | Sprengfalle             | Polizist                   | 1    |           | Nordirlandkonflikt |
| 23. Dezember 1976 | Spanien Albanien       | Anschlag in Madrid            | Military Council for the True Liberation of Albania   |                                                    | Rakete                  | Albanische Botschaft       | 0    | 0         |                    |
| 24. Dezember 1976 | Spanien                | Anschlag in Madrid            | AGEL                                                  |                                                    | Sprengstoff             | Synagoge                   | 0    | 0         |                    |